# 何永祥
何永祥（1949年—），生於香港，是嶺南畫派的第三代畫家。

## 嶺南派畫家
早歲隨潘德修先生習傳統國畫，潘師故後，乃從嶺南派畫家趙少昂習畫，遂為嶺南派第三代門人。秉承「折衷中外，融會古今」之嶺南風貌，其作品不但用筆精鍊，且題材多元，擅山水花鳥，魚蟲走獸，竹石蔬果等。風格豪邁而帶秀雅；古意今情，都在尺幅之中。

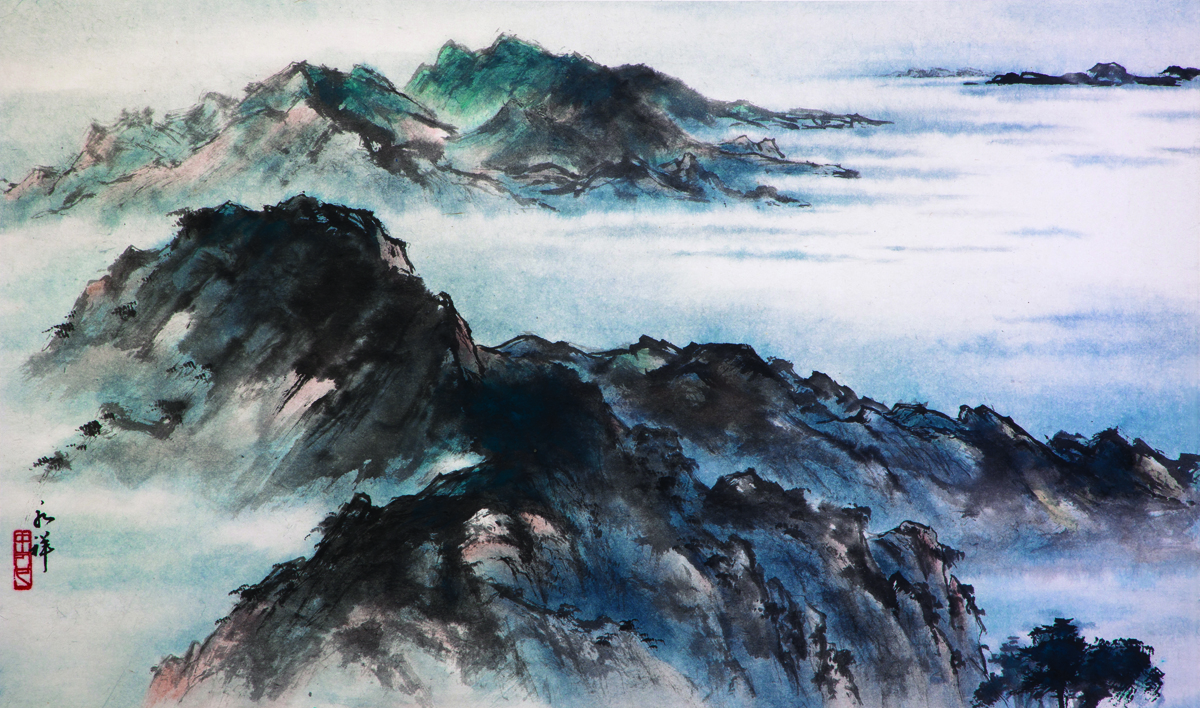
何永祥山水畫作

## 經歷
何永祥於二十世紀七十年代以名為【御苑丹青】之芙蓉花鳥畫參與全臺灣青年國畫大展，其作品在臺北國家畫廊展出，獲國立臺灣歷史博物館頒發優質作品奬狀。八十年代參加臺灣中國文化大學舉辦之學園藝文展，作品供華岡博物館收藏。翌年又赴臺在臺北國立藝術館辦畫展及香港藝術中心舉辦個展。
數十年來，何永祥多次舉辦個展及海内外邀請展，展地包括香港、澳門、臺北、北京、上海、重慶、西安、貴陽、廣州、深圳、台北，以及美國紐約、加拿大多倫多、澳洲墨爾本、日本東京、韓國首爾、新加坡等地。近數年間何再多次獲邀舉辦個人展覽，計有美國紐約法拉盛紐約第一銀行畫廊個展、北京師範大學京師美術館個展、香港文化中心個展、香港翠竹藝術畫廊個展、江門市博物館個展、新會學宮博物館個展、廣州高劍父紀念館個展等等，成績頗佳。現任香港嶺南大學駐校水墨畫高級導師，香港書畫藝術導師協會會長，並創辦逸峰書畫院，訓練新才。

## 連結
- 趙少昂高足何永祥京師辦個展載譽歸來 （页面存档备份，存于）
- 何永祥 彩笔翰墨铸华魂
- 何永祥作品展 Ho Wing-cheong's Exhibition
- 何永祥作品賞讀 Appreciation of the Paintings of Ho Wing-cheong
- 「嶺南一脈 粵港承傳」何永祥作品展 Lingnan Art: A Legacy of Guangdong and Hong Kong—Ho Wing-cheong Exhibition
- 何永祥畫集及精選文章 Ho Wing-cheong's Painting Collections and Selected Article
- 「嶺南一脈　粵港承傳」 何永祥作品展開幕典禮 Opening Ceremony of Lingnan Art: A Legacy of Guandong and Hong Kong—Ho Wing-Cheong Exhibition